# Roger Kaufmann
Roger Kaufmann (* 1. Februar 1981 in Luzern) ist ein Schweizer Schauspieler und Produzent.

## Leben
Kaufmann absolvierte 2001 bis 2004 die Film- und Fernsehschauspielschule Zürich. Er spielte in Filmen und Theaterstücke mit und war im Sommer 2011 als Mercutio in den Luzerner Freilichtspielen zu sehen.

## Filmografie

### Produzent
- 2023 – Die Nachbarn von oben / Regie: Sabine Boss (Producer)[1]
- 2018 – Northrock Abbey / Regie: Claudio Fäh (Producer)[2]
- 2014 – Northmen – A Viking Saga / Regie: Claudio Fäh (Associate Producer)[3]
- 2009 – Cargo / Regie: Ivan Engler (Associate Producer)[4]

### Schauspieler

#### Kino
- 2010 – Biwak / Rolle: Wm. Sven Balsiger / Regie: Markus von Känel
- 2010 – Overbooked / Rolle: Kellner / Regie: Matthias Michel[5]
- 2009 – Cargo / Rolle: Sicherheitspersonal Station 30 / Regie: Ivan Engler, Ralph Etter[6]
- 2005 – Snow White / Rolle: Oliver / Regie: Samir[7]

#### Fernsehen
- 2014 – Vaterjagd / Rolle: Arzt / Regie: Rahel Grunder / Sender: Schweizer Fernsehen[8]
- 2008 – Das Edelweisscollier / Rolle: Eddie Kann / Regie: Georg Schiemann / Sender: ZDF
- 2008 – Marienhof / Rolle: Roland / Regie: Daniela Grieser / Sender: ARD

#### Kurzfilme
- 2011 – Hexenwahn / Regie: Jonas Schürch
- 2006 – Wie Sonnenschein bei klarem Himmel / Regie: Daniel Adam

### Theater
- 2012/13 – Ich habe die Unschuld kotzen sehen! / Monologe: Unschuld, Syndala / Regie: Heiko Dietz / Theater: theater ... und so fort, München (D)[9], theARTer Galerie, Berlin (D)[10]
- 2011 – Romeo und Julia / Rolle: Mercutio / Regie: Livio Andreina / Theater: Freilichtspiele Luzern (CH)[11]
- 2010 – Von Pontius zu Pilatus / Rolle: Kommissar Fischer / Regie: Florian Weber / Theater: theater ... und so fort, München (D)
- 2010 – Eine kurze Verstörung / Rolle: Er / Regie: Heiko Dietz / Theater: theater ... und so fort, München (D)
- 2009 – Tod / Rolle: Al / Regie: Heiko Dietz / Theater: theater ... und so fort, München (D)[12]
- 2008 – Aperitif mit dem Teufel (Wiederaufnahme) / Rolle: Vito / Regie: Florian Weber / Theater: theater ... und so fort, München (D)
- 2007/08 – Macbeth / Rolle: Macduff / Regie: Heiko Dietz / Theater: theater ... und so fort, München (D)[13]
- 2007/08 – Johanna, die Wahnsinnige / Rolle: Manuel de Alvarez / Regie: Heiko Dietz / Theater: theater ... und so fort, München (D)
- 2006 – Aperitif mit dem Teufel / Rolle: Vito / Regie: Florian Weber / Theater: theater ... und so fort, München (D)
- 2003 – Die Galerie / Rolle: Gast / Regie: Hansjörg Betschart / Theater: Schauspielschule, Zürich (CH)
- 2003 – Die verlorene Ehre der Katharina Blum / Rolle: Kommissar Beizmenne / Regie: Gisela Kettner / Theater: Schauspielschule, Zürich (CH)
- 2001 – Jedermann / Rolle: Tischgeselle / Regie: Maria Becker / Theater: Freilichtspiele Zürich (CH)